# Vigili de Trento
Vigili de Trento —Vigilius Tridentinus— (Roma, 355 - Val Rendena, 405) fou un eclesiàstic romà, evangelitzador de la vall de l'Adige i tercer Bisbe de Trento que va patir martiri durant el segon consolat del general Estilicó. És venerat com a sant per diverses confessions cristianes.

## Biografia

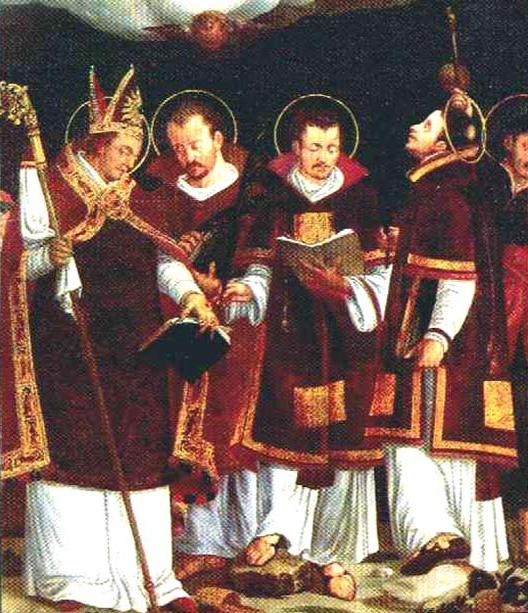
Vigili i els màrtirs Sisinni, Martiri i Alexandre, per Paolo Maurizio, 1583 (Museo Diocesano Tridentino)

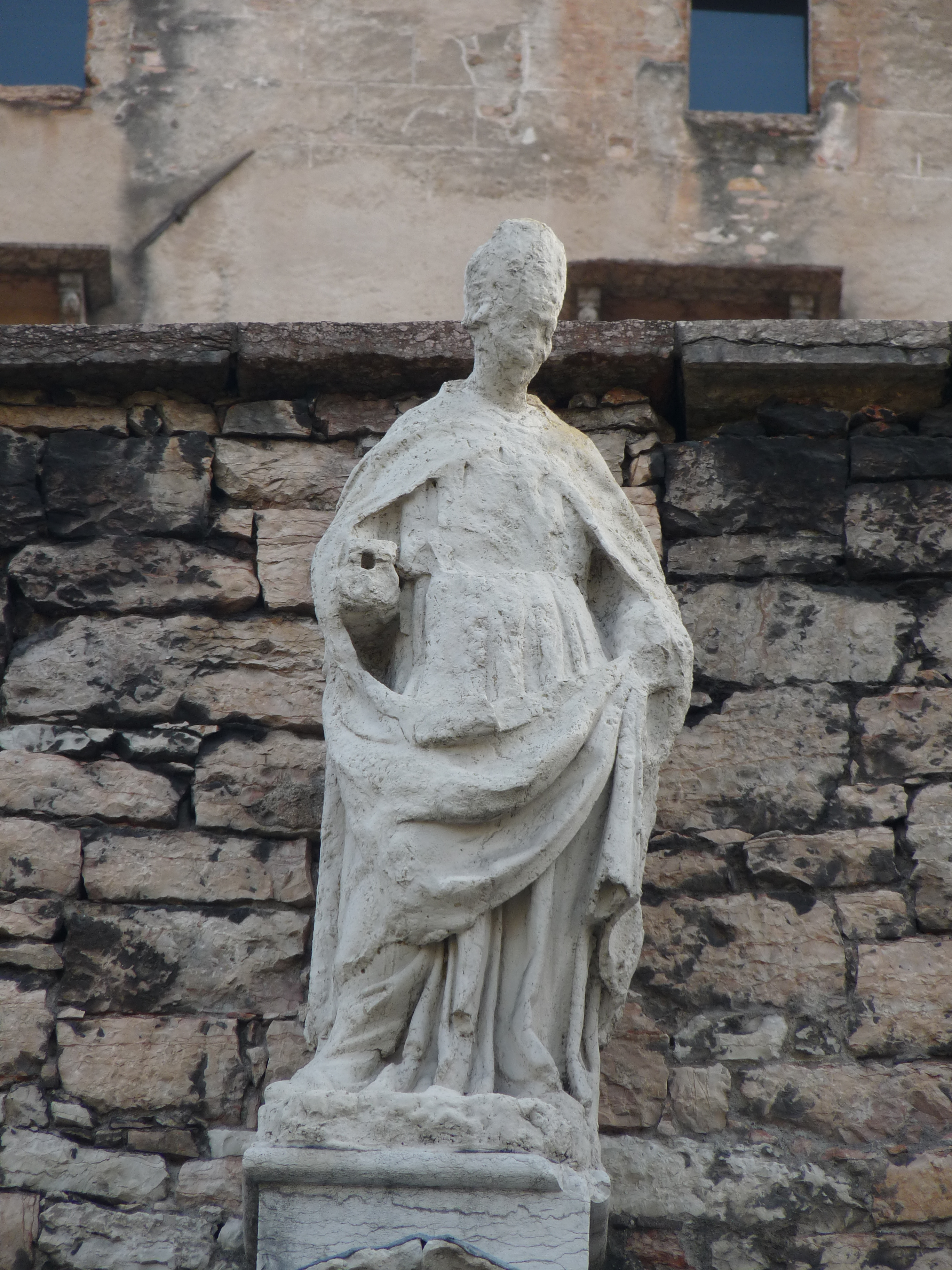
Escultura al castell de Buonconsiglio de Trento

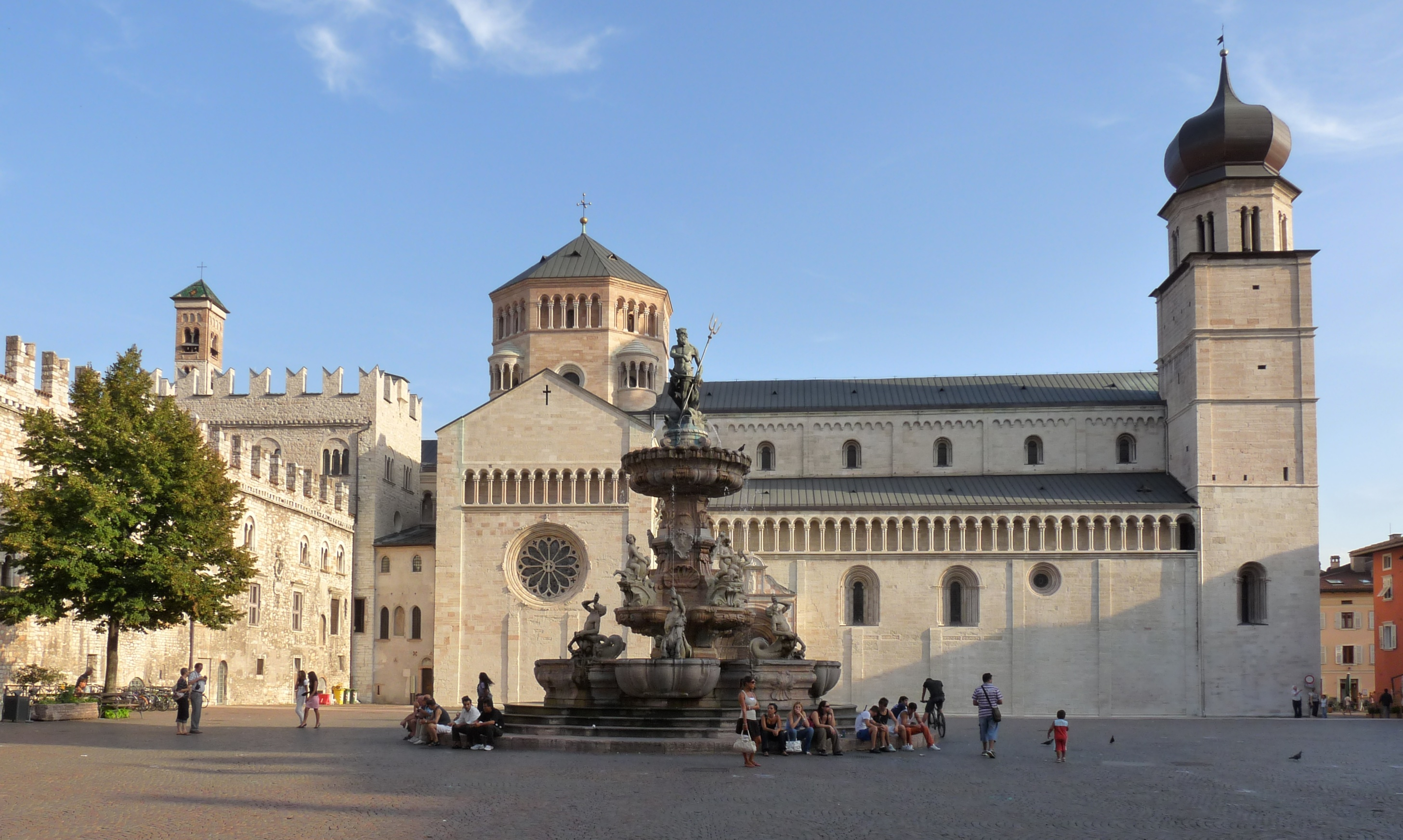
Catedral de San Vigilio de Trento

Era fill de Maxència, i germà de Claudià i Magorià, que també foren canonitzats. Amb els seus pares marxà de Roma a Trento, i estudià teologia i filosofia a Atenes, on conegué Joan Crisòstom. Anà novament a Roma i tornà a Trento cap al 380, on fou elegit bisbe en 385, a instància dels bisbes Valerià d'Aquileia i Ambròs de Milà.
Fou missioner i predicà a la regió del Trentino i la vall de l'Adige, fins al llac de Garda, i va fer construir-hi nombroses esglésies. Envià a Val di Non i Val di Sole els missioners Sisinni, Martiri i Alexandre, que hi foren martiritzats el 29 de maig de 397 a Sanzeno, i en honor dels quals Vigili escrigué De Martyrio SS. Sisinnii, Martyrii et Alexandri, en dues cartes, una dirigida a Simplicià, bisbe de Milà, i una altra a Joan, bisbe de Constantinoble. També adreçà a Gennadi un tractat titulat Gesta sui temporis apud barbaros martyrum.
Mentre predicava acompanyat d'alguns preveres, arribà a Val Rendena i hi celebrà la missa; llavors llençà al riu Sarca una estàtua del deu Saturn, la qual cosa desfermà la ira dels pagans, que l'atacaren i el mataren; segons la llegenda a pals i amb esclops de fusta. Alguns historiadors, però, pensen que el martiri no és més que una llegenda pietosa.

## Veneració
El seu cos fou sebollit a la catedral de Trento, que ell mateix havia fet edificar. El camí que seguí el seu cos és l'anomenat Sentiero di San Vigilio o San Vili.
La seva fama es difongué per Itàlia i el seu successor al bisbat, Eugipi, va titular la catedral trentina en honor seu. És un dels patrons del Trentino i l'Alt Adige, dels miners i de l'arxidiòcesi de Trento.